# Prymaki
Prymaki (biał. Прымакі) – polski zespół muzyczny wywodzący się z Michałowa w województwie podlaskim śpiewający muzykę wschodnią.

## Historia
Zespół powstał w latach 1995–1996, którego założycielami zostali Jerzy Ostapczuk, Marek Zrajkowski i Bogdan Misiejuk. Pierwszą kasetę pt. „Zorka Jasnaja“ ukazała się w 1998 roku. Największym przebojem stała się piosenka pt. „Smereka“. Rok później rozpoczęły się pierwsze koncerty na Podlasiu. Wielokrotnie zajmowali pierwsze miejsce w Ogólnopolskim Festiwalu „Bielaruskaja Piesnia“ w Białymstoku, zyskując coraz więcej fanów. W 1998 roku wydali następną kasetę pt. „Cyhanka“, której przebojami stały się utwory takie jak: „Lilia“ czy „Cyhanka“. Zagrali pierwsze koncerty w Białorusi. Te sukcesy sprawiły, że znalazł się sponsor, który zaprezentował i uszył stroje. W 1999 roku coraz częściej zaczęli wyjeżdżać za wschodnią granicę i głąb Polski. Koniec XX wieku zaowocował trzecią kasetą pt. „Bratka Biełarus“ z piosenkami „Zabawa“ i „Lacić woran“. Do zespołu doszli Sawa Ostapczuk, Michał Ostapczuk, Bogusława Karczewska, Ewelina Karczewska, Adam Jurczuk. Odszedł zaś Marek Zrajkowski. Nowe stulecie rozpoczęli od nowego sponsora, który zaoferował nowe stroje. Ponadto ukazała się kolejna kaseta pt. „Ty i ja na wieki“. Przebojami zostały „Kaleczka“, „Ty i ja na wieki“ i „Karnawał“. Rok później na prośbę fanów wydali swoją pierwszą płytę z tym samym tytułem z piosenkami z poprzednich kaset. Jerzy Ostapczuk i Bogusława Karczewska wygrali Grand-Prix w Ogólnopolskim Festiwalu „Bielaruskaja Piesnia” w Białymstoku z piosenką pt. „Miesiac“. Zdobyli także pierwsze miejsce na liście przebojów najpopularniejszej rozgłośni radiowej „Radio Stolica“ Republiki Białoruskiej. W 2003 roku dołączyli Lena Ostapczuk, Michał Ostapczuk i Mateusz Karczewski. Następnego roku powstał film o zespole ze studia 5 element z Mińska sfinansowany przez Uładzisłaua Nowikaua. Film ten zajął pierwsze miejsce za oryginalną ideę poszukiwania prawdy oraz za wysoki profesjonalizm na I Międzynarodowym Festiwalu Chrześcijańskich Filmów i Programów Telewizyjnych Magnificat w 2005 roku. W 2006 roku zespół dostał nominację do reprezentowania województwa podlaskiego w Festiwalu Piosenki Rosyjskiej. Koncerty rozszerzyły się na tereny m.in. Litwy, Łotwy, Estonii, Słowacji. W 2009 roku zespół otrzymał nowe stroje ufundowane przez konsula Republiki Białoruskiej Michaiła Aleksiejczyka. Dołączają kolejne osoby Krzysztof Stepaniuk i Tomasz Sadowski. W sierpniu 2010 roku rozpoczęli współpracę z gminą Michałowo, a rok później inaugurują nową imprezę „Prymackaja Biasieda w Michałowie“. Przez cały czas biorą udział w wielu koncertach charytatywnych.

## Obecny skład
- Jerzy Ostapczuk
- Bogusława Karczewska
- Bogdan Misiejuk
- Adam Jurczuk
- Ewelina Ostapczuk
- Sawa Ostapczuk
- Mateusz Karczewski
- Tomasz Sadowski
- Jana Łatuszo
- Sylwia Zawadzka

## Dyskografia

### Kasety
| Kaseta                                      | Rok wydania | Piosenki                                      |
| ------------------------------------------- | ----------- | --------------------------------------------- |
| „Zorka Jasnaja“ („Зорька Ясная“)            | 1995        | „Prymak“ („Прымак“)                           |
| „Zorka Jasnaja“ („Зорька Ясная“)            | 1995        | „Jechał Jaś“ („Eхаў Ясь“)                     |
| „Zorka Jasnaja“ („Зорька Ясная“)            | 1995        | „Kalina“ („Каліна“)                           |
| „Zorka Jasnaja“ („Зорька Ясная“)            | 1995        | „A ja lahu“ („А я лягу“)                      |
| „Zorka Jasnaja“ („Зорька Ясная“)            | 1995        | „Smereka “ („Смерека“)                        |
| „Zorka Jasnaja“ („Зорька Ясная“)            | 1995        | „Taganka“ („Таганка“)                         |
| „Zorka Jasnaja“ („Зорька Ясная“)            | 1995        | „Iwanka lubuju“ („Іванка лубую“)              |
| „Zorka Jasnaja“ („Зорька Ясная“)            | 1995        | „Kolki w niebie zor“ („Колькі ў небе зор“)    |
| „Zorka Jasnaja“ („Зорька Ясная“)            | 1995        | „Oj lecieli gusi“ („Ой леціелі гусі“)         |
| „Zorka Jasnaja“ („Зорька Ясная“)            | 1995        | „Ciecze woda“ („Цече вода“)                   |
| „Cyhanka“ („Цыганка“)                       | 1998        | „Cyhanka“ („Цыганка“)                         |
| „Cyhanka“ („Цыганка“)                       | 1998        | „Hrymata“ („Грымата“)                         |
| „Cyhanka“ („Цыганка“)                       | 1998        | „Karobuszka“ („Каробушка“)                    |
| „Cyhanka“ („Цыганка“)                       | 1998        | „U subotu Janka“ („У суботу Янка“)            |
| „Cyhanka“ („Цыганка“)                       | 1998        | „Ławanda“ („Лаванда“)                         |
| „Cyhanka“ („Цыганка“)                       | 1998        | „Rabina Kudrawaja“ („Рабіна Кудравая“)        |
| „Cyhanka“ („Цыганка“)                       | 1998        | „Jak pryjechał baćka“ („як Прыехал бацька“)   |
| „Cyhanka“ („Цыганка“)                       | 1998        | „Wikonyczko“ („Віконычко“)                    |
| „Cyhanka“ („Цыганка“)                       | 1998        | „Lilia“ („Лілія“)                             |
| „Cyhanka“ („Цыганка“)                       | 1998        | „Oj, u poli“ („Ой, у полі“)                   |
| „Bratka Bielarus“ („Братка Беларусь“)       | 2000        | „Oj kuma“ („Ой кума“)                         |
| „Bratka Bielarus“ („Братка Беларусь“)       | 2000        | „Lacić woran“ („Льаціць воран“)               |
| „Bratka Bielarus“ („Братка Беларусь“)       | 2000        | „Darohaj douhaju“ („Дарогай доўгаю“)          |
| „Bratka Bielarus“ („Братка Беларусь“)       | 2000        | „Bratka Bielarus“ („Братка Беларусь“)         |
| „Bratka Bielarus“ („Братка Беларусь“)       | 2000        | „Wasilki“ („Васількі“)                        |
| „Bratka Bielarus“ („Братка Беларусь“)       | 2000        | „Orły“ („Орлы“)                               |
| „Bratka Bielarus“ („Братка Беларусь“)       | 2000        | „U miesiacy“ („У месяцы“)                     |
| „Bratka Bielarus“ („Братка Беларусь“)       | 2000        | „Zabawa“ („Забава“)                           |
| „Bratka Bielarus“ („Братка Беларусь“)       | 2000        | „Kosił Jaś“ („Косіў Ясь“)                     |
| „Bratka Bielarus“ („Братка Беларусь“)       | 2000        | „Biełym śniegom“ („Белым снегом“)             |
| „Ty i Ja na wieki...“ („Ты і Я на векі...“) | 2001        | „Karnawał“ („Карнавал“)                       |
| „Ty i Ja na wieki...“ („Ты і Я на векі...“) | 2001        | „Wisit jabluko“ („Вісіт яблуко“)              |
| „Ty i Ja na wieki...“ („Ты і Я на векі...“) | 2001        | „Oj ty halu“ („Ой ты галу“)                   |
| „Ty i Ja na wieki...“ („Ты і Я на векі...“) | 2001        | „Mielnica“ („Мельніца“)                       |
| „Ty i Ja na wieki...“ („Ты і Я на векі...“) | 2001        | „Wże sonce niżeńko“ („Ўже сонцэ ніженко“)     |
| „Ty i Ja na wieki...“ („Ты і Я на векі...“) | 2001        | „Ruta“ („Рута“)                               |
| „Ty i Ja na wieki...“ („Ты і Я на векі...“) | 2001        | „Hej moj konik“ („Гей мой конік“)             |
| „Ty i Ja na wieki...“ („Ты і Я на векі...“) | 2001        | „Wikonyczko“ („Віконычко“)                    |
| „Ty i Ja na wieki...“ („Ты і Я на векі...“) | 2001        | „Kupalinka“ („Купалінка“)                     |
| „Ty i Ja na wieki...“ („Ты і Я на векі...“) | 2001        | „Kaleczka“ („Калечка“)                        |
| „Moj Rodny Kut...“ („Мой Родны Кут...“)     | 2003        | „Moj Rodny Kut...“ („Мой Родны Кут...“)       |
| „Moj Rodny Kut...“ („Мой Родны Кут...“)     | 2003        | „Ty szcasliwa budesz“ („Ты шцасліва будеш“)   |
| „Moj Rodny Kut...“ („Мой Родны Кут...“)     | 2003        | „Ridna mati maja“ („Рідна маты мая“)          |
| „Moj Rodny Kut...“ („Мой Родны Кут...“)     | 2003        | „Biła chmara“ („Біла хмара“)                  |
| „Moj Rodny Kut...“ („Мой Родны Кут...“)     | 2003        | „Naliwaj dyk wypiwaj“ („Налівай дык выпівай“) |
| „Moj Rodny Kut...“ („Мой Родны Кут...“)     | 2003        | „Maraczka“ („Марачка“)                        |
| „Moj Rodny Kut...“ („Мой Родны Кут...“)     | 2003        | „Patamu szto nie lzia“ („Патаму што не лзія“) |
| „Moj Rodny Kut...“ („Мой Родны Кут...“)     | 2003        | „Dziecinstwa“ („Дзіцінства“)                  |
| „Moj Rodny Kut...“ („Мой Родны Кут...“)     | 2003        | „Baćka ataman“ („Бацька атаман“)              |
| „Moj Rodny Kut...“ („Мой Родны Кут...“)     | 2003        | „Hulaje zau“ („Хулае заў“)                    |
| „Moj Rodny Kut...“ („Мой Родны Кут...“)     | 2003        | „Szto narabił ja“ („Што наробіл Я“)           |

### Płyty
| Płyta                                       | Rok wydania | Piosenki                                             | Uwagi                             |
| ------------------------------------------- | ----------- | ---------------------------------------------------- | --------------------------------- |
| „Ty i ja na wieki...“ („Ты і я на векі...“) | 2002        | „Ty i ja na wieki“ („Ты і я на векі“)                |                                   |
| „Ty i ja na wieki...“ („Ты і я на векі...“) | 2002        | „Smereka“ („Смэрэка“)                                |                                   |
| „Ty i ja na wieki...“ („Ты і я на векі...“) | 2002        | „Karnawał“ („Карнавал“)                              |                                   |
| „Ty i ja na wieki...“ („Ты і я на векі...“) | 2002        | „Lilija“ („Лілія“)                                   |                                   |
| „Ty i ja na wieki...“ („Ты і я на векі...“) | 2002        | „Oj ty halu“ („Ой ты галу“)                          |                                   |
| „Ty i ja na wieki...“ („Ты і я на векі...“) | 2002        | „Taganka“ („Таганка“)                                |                                   |
| „Ty i ja na wieki...“ („Ты і я на векі...“) | 2002        | „Cyhanka“ („Цыганка“)                                |                                   |
| „Ty i ja na wieki...“ („Ты і я на векі...“) | 2002        | „Ławanda“ („Лаванда“)                                |                                   |
| „Ty i ja na wieki...“ („Ты і я на векі...“) | 2002        | „Kuma“ („Кума“)                                      |                                   |
| „Ty i ja na wieki...“ („Ты і я на векі...“) | 2002        | „Lacić woran“ („Лаціць воран“)                       |                                   |
| „Ty i ja na wieki...“ („Ты і я на векі...“) | 2002        | „Bratka Biełarus“ („Братка Беларусь“)                |                                   |
| „Ty i ja na wieki...“ („Ты і я на векі...“) | 2002        | „Zabawa“ („Забава“)                                  |                                   |
| „Ty i ja na wieki...“ („Ты і я на векі...“) | 2002        | „Wisit jabłko“ („Віст яблко“)                        |                                   |
| „Ty i ja na wieki...“ („Ты і я на векі...“) | 2002        | „Ruta“ („Рута“)                                      |                                   |
| „Ty i ja na wieki...“ („Ты і я на векі...“) | 2002        | „Biełym sniegam“ („Белым снегам“)                    |                                   |
| „Ty i ja na wieki...“ („Ты і я на векі...“) | 2002        | „Kaleczka“ („Калечка“)                               |                                   |
| „Ty i ja na wieki...“ („Ты і я на векі...“) | 2002        | „Darogaj douhaju“ („Дарогай доўгаю“)                 |                                   |
| „Ty i ja na wieki...“ („Ты і я на векі...“) | 2002        | „Wasilki“ („Васількі“)                               |                                   |
| „Ty i ja na wieki...“ („Ты і я на векі...“) | 2002        | „Kosił Jaś“ („Косль Ясь“)                            |                                   |
| „Ty i ja na wieki...“ („Ты і я на векі...“) | 2002        | „Orły“ („Орлы“)                                      |                                   |
| „Ty i ja na wieki...“ („Ты і я на векі...“) | 2002        | „Prymak“ („Прымак“)                                  |                                   |
| „Ty i ja na wieki...“ („Ты і я на векі...“) | 2002        | „Kupalinka“ („Купалінка“)                            |                                   |
| „Ty i ja na wieki...“ („Ты і я на векі...“) | 2002        | „Mielnica“ („Мельніца“)                              |                                   |
| „Moj Rodny Kut...“ („Мой Родны Кут...“)     | ?           | „Moj rodny kut“ („Мой родны кут“)                    |                                   |
| „Moj Rodny Kut...“ („Мой Родны Кут...“)     | ?           | „Ty szczasliwa budesz“ („Ты шчасліва будешь“)        |                                   |
| „Moj Rodny Kut...“ („Мой Родны Кут...“)     | ?           | „Biła chmara“ („Біла хмара“)                         |                                   |
| „Moj Rodny Kut...“ („Мой Родны Кут...“)     | ?           | „Naliwaj dyk wypiwaj“ („Налівай дык выпівай“)        |                                   |
| „Moj Rodny Kut...“ („Мой Родны Кут...“)     | ?           | „Szto narabiu ja“ („Што нарабіў я“)                  |                                   |
| „Moj Rodny Kut...“ („Мой Родны Кут...“)     | ?           | „Patamu szto nie Izia“ („Патаму што не Ізя“)         |                                   |
| „Moj Rodny Kut...“ („Мой Родны Кут...“)     | ?           | „Dziacinstwa“ („Дзяцінства“)                         |                                   |
| „Moj Rodny Kut...“ („Мой Родны Кут...“)     | ?           | „Ridna mati moja“ („Рідна маті моя“)                 |                                   |
| „Moj Rodny Kut...“ („Мой Родны Кут...“)     | ?           | „Oj na hory“ („Ой на горы“)                          |                                   |
| „Moj Rodny Kut...“ („Мой Родны Кут...“)     | ?           | „Pa ciomnym aleja“ („Па цёмным алея“)                |                                   |
| „Moj Rodny Kut...“ („Мой Родны Кут...“)     | ?           | „Chwatit dawolna“ („Хватіт давольна“)                |                                   |
| „Moj Rodny Kut...“ („Мой Родны Кут...“)     | ?           | „Aleksandryna“ („Александрына“)                      |                                   |
| „Moj Rodny Kut...“ („Мой Родны Кут...“)     | ?           | „Maraczka“ („Марачка“)                               |                                   |
| „Moj Rodny Kut...“ („Мой Родны Кут...“)     | ?           | „A mnie nie wiazie“ („А мне не вязе“)                |                                   |
| „Moj Rodny Kut...“ („Мой Родны Кут...“)     | ?           | „Hulaje zau“ („Хулае заў“)                           |                                   |
| „Moj Rodny Kut...“ („Мой Родны Кут...“)     | ?           | „Bieły snieh“ („Белы снег“)                          |                                   |
| „Moj Rodny Kut...“ („Мой Родны Кут...“)     | ?           | „Na świata“ („На свята“)                             |                                   |
| „Moj Rodny Kut...“ („Мой Родны Кут...“)     | ?           | „Łaskawaja maja“ („Ласкавая мая“)                    |                                   |
| „Moj Rodny Kut...“ („Мой Родны Кут...“)     | ?           | „Smuglanka“ („Смуглянка“)                            |                                   |
| „Moj Rodny Kut...“ („Мой Родны Кут...“)     | ?           | „Baćka ataman“ („Бацька атаман“)                     |                                   |
| „Bratka Bielarus“ („Братка Беларусь“)       | ?           | „Cwicie Czeremszyna“ („Цвіце Чэрэмшына“)             | Płyta wydana na Białorusi         |
| „Bratka Bielarus“ („Братка Беларусь“)       | ?           | „Ciacze Wada“ („Цячэ Вада“)                          | Płyta wydana na Białorusi         |
| „Bratka Bielarus“ („Братка Беларусь“)       | ?           | „Oj u poli try tapoli“ („Ой у полі тры таполі“)      | Płyta wydana na Białorusi         |
| „Bratka Bielarus“ („Братка Беларусь“)       | ?           | „Hrymata“ („Грымата“)                                | Płyta wydana na Białorusi         |
| „Bratka Bielarus“ („Братка Беларусь“)       | ?           | „Skolki u niebie zor“ („Сколькі ў небе зор“)         | Płyta wydana na Białorusi         |
| „Bratka Bielarus“ („Братка Беларусь“)       | ?           | „Jechal Jas“ („Ехал Яс“)                             | Płyta wydana na Białorusi         |
| „Bratka Bielarus“ („Братка Беларусь“)       | ?           | „Oj lacieli husi“ („Ой лацелі гусі“)                 | Płyta wydana na Białorusi         |
| „Bratka Bielarus“ („Братка Беларусь“)       | ?           | „Karnawal“ („Карнавал“)                              | Płyta wydana na Białorusi         |
| „Bratka Bielarus“ („Братка Беларусь“)       | ?           | „Oj u uzie“ („Ой у уже“)                             | Płyta wydana na Białorusi         |
| „Bratka Bielarus“ („Братка Беларусь“)       | ?           | „Kupalinka“ („Купалінка“)                            | Płyta wydana na Białorusi         |
| „Bratka Bielarus“ („Братка Беларусь“)       | ?           | „Lacic woran“ („Лаціць воран“)                       | Płyta wydana na Białorusi         |
| „Bratka Bielarus“ („Братка Беларусь“)       | ?           | „Oj na gory“ („Ой на горы“)                          | Płyta wydana na Białorusi         |
| „Bratka Bielarus“ („Братка Беларусь“)       | ?           | „U subotu Janka“ („У суботу Янка“)                   | Płyta wydana na Białorusi         |
| „Bratka Bielarus“ („Братка Беларусь“)       | ?           | „Kuma“ („Кума“)                                      | Płyta wydana na Białorusi         |
| „Bratka Bielarus“ („Братка Беларусь“)       | ?           | „Bratka Bielarus“ („Братка Беларусь“)                | Płyta wydana na Białorusi         |
| „Mamina Saroczka“ („Маміна Сарочка“)        | ?           | „Pażadannie Prymakou („Пажаданне Прымакоў“)          |                                   |
| „Mamina Saroczka“ („Маміна Сарочка“)        | ?           | „Da kachanaje“ („Да каханае“)                        |                                   |
| „Mamina Saroczka“ („Маміна Сарочка“)        | ?           | „Prymackaja biasieda“ („Прымацкая бяседа“)           |                                   |
| „Mamina Saroczka“ („Маміна Сарочка“)        | ?           | „Wierbaczki“ („Вербачкі“)                            |                                   |
| „Mamina Saroczka“ („Маміна Сарочка“)        | ?           | „Lios Mużyka“ („Лёс Мужыка“)                         |                                   |
| „Mamina Saroczka“ („Маміна Сарочка“)        | ?           | „Czyrwona Kalina“ („Чырвона Каліна“)                 |                                   |
| „Mamina Saroczka“ („Маміна Сарочка“)        | ?           | „Czyczery“ („Чычеры“)                                |                                   |
| „Mamina Saroczka“ („Маміна Сарочка“)        | ?           | „Mamina Saroczka“ („Маміна Сарочка“)                 |                                   |
| „Mamina Saroczka“ („Маміна Сарочка“)        | ?           | „Hulajem“ („Хулайем“)                                |                                   |
| „Mamina Saroczka“ („Маміна Сарочка“)        | ?           | „Bieławieżskaja Puszcza“ („Белавежская Пушча“)       |                                   |
| „Mamina Saroczka“ („Маміна Сарочка“)        | ?           | „Oj u łuzie“ („Ой у лузе“)                           |                                   |
| „Mamina Saroczka“ („Маміна Сарочка“)        | ?           | „Miesiac“ („Месяц“)                                  |                                   |
| „Mamina Saroczka“ („Маміна Сарочка“)        | ?           | „Hulac dyk hulac“ („Хулаць дык хулаць“)              |                                   |
| „Mamina Saroczka“ („Маміна Сарочка“)        | ?           | „Nie za woczy czornyja“ („Не за вочы чорныя“)        |                                   |
| „Mamina Saroczka“ („Маміна Сарочка“)        | ?           | „Cwicie zialionyj haj“ („Цвіце зялёны гай“)          |                                   |
| „Mamina Saroczka“ („Маміна Сарочка“)        | ?           | „Nasz Ajciec“ („Наш Айцец“)                          |                                   |
| „Prymaki“ („Прымакі“)                       | ?           | „Ty niasi mianie“ („Ты нясі мяне“)                   | Solowa płyta Eweliny Karczewskiej |
| „Prymaki“ („Прымакі“)                       | ?           | „Tam dzie Ty tam i Ja“ („Там дзе Ты там і Я“)        | Solowa płyta Eweliny Karczewskiej |
| „Prymaki“ („Прымакі“)                       | ?           | „Mama“ („Мама“)                                      | Solowa płyta Eweliny Karczewskiej |
| „Prymaki“ („Прымакі“)                       | ?           | „La la la“ („Ла ла ла“)                              | Solowa płyta Eweliny Karczewskiej |
| „Prymaki“ („Прымакі“)                       | ?           | „Jichaw kozak na winonku“ („Йічаў козак на вінонку“) | Solowa płyta Eweliny Karczewskiej |
| „Prymaki“ („Прымакі“)                       | ?           | „Aposzni zwanok“ („Апошні званок“)                   | Solowa płyta Eweliny Karczewskiej |
| „Prymaki“ („Прымакі“)                       | ?           | „Pierwszy krok u tancy“ („Первсзы крок у танцы“)     | Solowa płyta Eweliny Karczewskiej |
| „Prymaki“ („Прымакі“)                       | ?           | „Mój mir“ („Мой мір“)                                | Solowa płyta Eweliny Karczewskiej |
| „Prymaki“ („Прымакі“)                       | ?           | „Pierwszaja lubow“ („Первшая любоў“)                 | Solowa płyta Eweliny Karczewskiej |
| „Prymaki“ („Прымакі“)                       | ?           | „Muzykant“ („Музыкант“)                              | Solowa płyta Eweliny Karczewskiej |
| „Prymaki“ („Прымакі“)                       | ?           | „Ty tut“ („Ты тут“)                                  | Solowa płyta Eweliny Karczewskiej |
| „Prymaki“ („Прымакі“)                       | ?           | „U sadzie hulala“ („У садзе гуляла“)                 | Solowa płyta Eweliny Karczewskiej |
| „Prymaki“ („Прымакі“)                       | ?           | „Z Taboj“ („З Табой“)                                | Solowa płyta Eweliny Karczewskiej |
| „Prymaki“ („Прымакі“)                       | ?           | „Ja z Taboj“ („Я з Табой“)                           | Solowa płyta Eweliny Karczewskiej |
| „Prymaki“ („Прымакі“)                       | ?           | „Miesiac“ („Месяц“)                                  | Solowa płyta Eweliny Karczewskiej |

### Kasety i płyty z muzyką sakralną oraz kolędami prawosławnymi
| Nazwa                         | Rok wydania | Piosenki                                                                   |
| ----------------------------- | ----------- | -------------------------------------------------------------------------- |
| „Bohohłasnik“ („Богогласнік“) | ?           | „Spasitiel mój“ („Спасітель мой“)                                          |
| „Bohohłasnik“ („Богогласнік“) | ?           | „Hrisznik Sluchaj“ („Грішнік Случай“)                                      |
| „Bohohłasnik“ („Богогласнік“) | ?           | „My Tia Blahajem“ („Мы Тя Благаем“)                                        |
| „Bohohłasnik“ („Богогласнік“) | ?           | „Slawa Bohu za Wsio“ („Слава Богу за Всіё“)                                |
| „Bohohłasnik“ („Богогласнік“) | ?           | „Modlitwa Ko Preswiatoj Bohorodzice“ („Модлітва Ко Прэсвятой Бохородзіцэ“) |
| „Bohohłasnik“ („Богогласнік“) | ?           | „Pred Taboju mój Boh“ („Пред Табою мой Бог“)                               |
| „Bohohłasnik“ („Богогласнік“) | ?           | „Mira Zastupnice“ („Міра Заступніцэ“)                                      |
| „Bohohłasnik“ („Богогласнік“) | ?           | „Kak choroszo w Twojem Chramie“ („Как хорошо в Твоем Храме“)               |
| „Bohohłasnik“ („Богогласнік“) | ?           | „O Wsiepietaja Mati“ („О Всепетая Маты“)                                   |
| „Bohohłasnik“ („Богогласнік“) | ?           | „Hora Afon“ („Гора Афон“)                                                  |
| Kaseta „Kolędy prawosłane 1“  | ?           | „Wstawajte“ („Вставайте“)                                                  |
| Kaseta „Kolędy prawosłane 1“  | ?           | „Holosyt wistku“ („Голосыт вестку“)                                        |
| Kaseta „Kolędy prawosłane 1“  | ?           | „Angieły w niebie“ („Ангелы ў небе“)                                       |
| Kaseta „Kolędy prawosłane 1“  | ?           | „Nowa radost“ („Nowa radost“)                                              |
| Kaseta „Kolędy prawosłane 1“  | ?           | „Chrystos Naradziusa“ („Хрыстос Нарадзіуса“)                               |
| Kaseta „Kolędy prawosłane 1“  | ?           | „Niebo i ziemla“ („Небо і земла“)                                          |
| Kaseta „Kolędy prawosłane 1“  | ?           | „Świeciać zoraczki“ („Свецяць зорачкы“)                                    |
| Kaseta „Kolędy prawosłane 1“  | ?           | „Skinija złataja“ („Скінія златая“)                                        |
| Kaseta „Kolędy prawosłane 1“  | ?           | „Ja umom chodiła“ („Ja umom chodiła“)                                      |
| Kaseta „Kolędy prawosłane 1“  | ?           | „Cichaja nocz“ („Ціхая ноч“)                                               |
| Kaseta „Kolędy prawosłane 1“  | ?           | „Kaladawannie“ („Калядаванне“)                                             |
| Kaseta „Kolędy prawosłane 1“  | ?           | „Chto da jaślau“ („Хто да ясьлаў“)                                         |
| Kaseta „Kolędy prawosłane 1“  | ?           | „Rożdiestwo Chrystowo“ („Рождество Хрыстово“)                              |
| Kaseta „Kolędy prawosłane 2“  | ?           | „Spi Isusie spi“ („Спі Ісусе спі“)                                         |
| Kaseta „Kolędy prawosłane 2“  | ?           | „Nocz ticha nad Palestinoj“ („Ноч тыча над Палестіной“)                    |
| Kaseta „Kolędy prawosłane 2“  | ?           | „Z nieba Zbauca pryszou na ziamlu“ („З неба Збаўца прыйшоў на зямлу“)      |
| Kaseta „Kolędy prawosłane 2“  | ?           | „Na nebi zorka“ („На небі зорка“)                                          |
| Kaseta „Kolędy prawosłane 2“  | ?           | „Chto da jaslau“ („Хто да яслаў“)                                          |
| Kaseta „Kolędy prawosłane 2“  | ?           | „Cichaja nocz“ („Ціхая ноч“)                                               |
| Kaseta „Kolędy prawosłane 2“  | ?           | „Diwnaja nowina“ („Дівная новіна“)                                         |
| Kaseta „Kolędy prawosłane 2“  | ?           | „Sionnia u mieście Betlejemie“ („Сёння ў месце Бэтлееме“)                  |
| Kaseta „Kolędy prawosłane 2“  | ?           | „Dobry wieczar“ („Добры вечар“)                                            |
| Kaseta „Kolędy prawosłane 2“  | ?           | „Oj na mory“ („Ой на моры“)                                                |
| Kolędy Prawosławne            | ?           | „Wstawajte“ („Вставайте“)                                                  |
| Kolędy Prawosławne            | ?           | „Holosyt wistku“ („Голосыт вестку“)                                        |
| Kolędy Prawosławne            | ?           | „Angieły w niebie“ („Ангелы ў небе“)                                       |
| Kolędy Prawosławne            | ?           | „Nowa radost'“ („Нова радость“)                                            |
| Kolędy Prawosławne            | ?           | „Chrystos narodziusa“ („Хрыстос народзіуса“)                               |
| Kolędy Prawosławne            | ?           | „Niebo i ziemla“ („Небо і земла“)                                          |
| Kolędy Prawosławne            | ?           | „Świeciać zoraczki“ („Свецяць зорачкы“)                                    |
| Kolędy Prawosławne            | ?           | „Skinija złataja “ („Скінія златая“)                                       |
| Kolędy Prawosławne            | ?           | „Ja umom chodiła“ („Я умом ходыла“)                                        |
| Kolędy Prawosławne            | ?           | „Cichaja nocz“ („Ціхая ноч“)                                               |
| Kolędy Prawosławne            | ?           | „Kaladowannie“ („Калядаванне“)                                             |
| Kolędy Prawosławne            | ?           | „Chto da jaślau“ („Хто да ясьлаў“)                                         |
| Kolędy Prawosławne            | ?           | „Rożdżstwo Chrystowo“ („Rożdżstwo Chrystowo“)                              |
| Kolędy Prawosławne            | ?           | „Spi isusie spi“ („Спі ісусе спі“)                                         |
| Kolędy Prawosławne            | ?           | „Nocz ticha nad Palestinaj“ („Ноч тыча над Палестынай“)                    |
| Kolędy Prawosławne            | ?           | „Znieba Zbauca pryszou“ („Знеба Збаўца прыйшоў“)                           |
| Kolędy Prawosławne            | ?           | „Na nebi zorka“ („На небі зорка“)                                          |
| Kolędy Prawosławne            | ?           | „Chto da jaślau“ („Хто да ясьлаў“)                                         |
| Kolędy Prawosławne            | ?           | „Diwnaja nowina“ („Дівная новіна“)                                         |
| Kolędy Prawosławne            | ?           | „Sionnia u mieście Betlejemie“ („Сёння ў месце Бэтлееме“)                  |
| Kolędy Prawosławne            | ?           | „Dobry wieczar“ („Добры вечар“)                                            |
| Kolędy Prawosławne            | ?           | „Oj na mory“ („Ой на моры“)                                                |
| Kolędy Prawosławne            | ?           | „Na Świata“ („На свята“)                                                   |